# جاكسون ريكر
تشاد ليل (بالإنجليزية: Gunner)‏ (من مواليد 6 يونيو 1982) هو جندي سابق ومصارع محترف هو حاليًا ضمن دبليو دبليو إي ، حيث يلعب على منصة سماكداون تحت الاسم المستعار جاكسون ريكر .

## روابط خارجية
- جاكسون ريكر على موقع IMDb (الإنجليزية)
- جاكسون ريكر على موقع دبليو دبليو إي (الإنجليزية)
- جاكسون ريكر على موقع CageMatch worker (الإنجليزية)
- جاكسون ريكر على موقع قاعدة بيانات المصارعة على الإنترنت (الإنجليزية)
- جاكسون ريكر على موقع عالم المصارعة على الإنترنت (الإنجليزية)
- جاكسون ريكر على موقع عالم المصارعة على الإنترنت (الإنجليزية)